# Patrick Lussier
Patrick Lussier (Vancouver, 1964) è un regista, montatore e sceneggiatore canadese.

## Biografia
Nato nel 1964, Lussier è sempre stato interessato alle tecniche di montaggio, ma svariate volte ha lavorato come regista e/o sceneggiatore.
Ha debuttato nella cinematografia a fine degli anni ottanta, figurando come montatore in alcuni episodi della serie televisiva Mc Gyver. 
Negli anni a venire ha partecipato anche in alcuni episodi di un'altra serie tv, Highlander; ma il vero debutto lo ha con Nightmare - Nuovo incubo, ultimo capitolo della saga cult ideata dal genio del cinema horror Wes Craven. Sempre con Craven, monta la trilogia di Scream.
Dagli anni 2000 ha ideato e diretto la serie cinematografica Dracula, la quale però ha ottenuto successo commerciale solo col primo capitolo, Dracula's Legacy - Il fascino del male. 
Tra i suoi lavori da regista si citano il sequel direct-to-video dell'horror supernaturale White Noise - Non ascoltate, White Noise: The Light.
Nell'estate 2008 è stato impegnato a riprendere San Valentino di sangue 3D, remake dell'originale canadese del 1981, Il giorno di San Valentino.
Nel 2011 dirige Drive Angry, con Nicolas Cage nel ruolo di un ex galeotto scappato dall'inferno per riprendersi sua nipote.

## Filmografia

### Regista
- La profezia (The Prophecy 3: The Ascent) (2000)
- Dracula's Legacy - Il fascino del male (Dracula 2000) (2000)
- Dracula II: Ascension (2003)
- Dracula III - Il testamento (Dracula III: Legacy) (2005)
- White Noise: The Light (White Noise 2: The Light) (2007)
- San Valentino di sangue 3D (My Bloody Valentine 3-D) (2009)
- Drive Angry 3D (Drive Angry) (2011)
- Trick (2019)
- Play Dead (2022)

### Sceneggiatore
- Dracula's Legacy - Il fascino del male (Dracula 2000), regia di Patrick Lussier (2000)
- Dracula II: Ascension, regia di Patrick Lussier (2003)
- Dracula III - Il testamento (Dracula III: Legacy), regia di Patrick Lussier (2005)
- Terminator: Genisys, regia di Alan Taylor (2015)
- Trick, regia di Patrick Lussier (2019)

### Montatore
- Mc Gyver - serie TV, 16 episodi (1989-1991)
- Mom P-I - serie TV, 5 episodi (1991)
- Nightmare Cafe - serie TV, 4 episodi (1992)
- L'Odissea (The Odissey) - serie TV, 6 episodi (1992-1993)
- Highlander (Highlander: The Series) - serie TV, 1x17-1x20-1x21 (1993)
- Adrift, regia di Christian Duguay - film TV (1993)
- Heads, regia di Paul Shapiro - film TV (1994)
- Model by Day, regia di Christian Duguay - film TV (1994)
- Nightmare - Nuovo incubo (Wes Craven's New Nightmare), regia di Wes Craven (1994)
- Galaxis, regia di William Mesa (1995)
- Vampiro a Brooklyn (Vampire in Brooklyn), regia di Wes Craven (1995)
- Ducks - Una squadra a tutto ghiaccio (D3: The Mighty Ducks), regia di Robert Lieberman (1996)
- Scream, regia di Wes Craven (1996)
- Doctor Who, regia di Geoffrey Sax - film TV (1996)
- Mimic, regia di Guillermo del Toro (1997)
- Scream 2, regia di Wes Craven (1997)
- Halloween - 20 anni dopo (Halloween H20: 20 Years Later), regia di Steve Miner (1998)
- La musica del cuore (Music of the Heart), regia di Wes Craven (1999)
- Scream 3, regia di Wes Craven (2000)
- Dracula's Legacy - Il fascino del male (Dracula 2000), regia di Patrick Lussier (2000)
- La figlia del mio capo (My Boss's Daughter), regia di David Zucker (2003)
- No More Souls: One Last Slice of Sensation, regia di Gary J. Tunnicliffe - cortometraggio (2004)
- Cursed - Il maleficio (Cursed), regia di Wes Craven (2005)
- The Eye, regia di David Moreau e Xavier Palud (2008)
- San Valentino di sangue 3D (My Bloody Valentine 3-D), regia di Patrick Lussier (2009)